# Kushibiki Masatoshi
Masatoshi Kushibiki (櫛引 政敏 (Trất Dẫn Chánh Mẫn) Kushibiki Masatoshi, sinh ngày 29 tháng 1 năm 1993) là một cầu thủ bóng đá người Nhật Bản thi đấu ở vị trí thủ môn cho Montedio Yamagata ở J2 League.

## Sự nghiệp
Sinh ra ở the Aomori, Kushibiki có màn ra mắt cho Shimizu S-Pulse của J. League Division 1 ngày 20 tháng 3 năm 2013 ở J. League Cup trước Ventforet Kofu, anh thi đấu toàn bộ 90 phút và Shimuzu hòa 1–1.

## Thống kê sự nghiệp
Cập nhật đến ngày 23 tháng 2 năm 2017.
| Câu lạc bộ          | Mùa giải            | Giải vô địch | Giải vô địch | J. League Cup | J. League Cup | Cúp Hoàng đế Nhật Bản | Cúp Hoàng đế Nhật Bản | AFC     | AFC       | Tổng    | Tổng      |
| Câu lạc bộ          | Mùa giải            | Số trận      | Bàn thắng    | Số trận       | Bàn thắng     | Số trận               | Bàn thắng             | Số trận | Bàn thắng | Số trận | Bàn thắng |
| ------------------- | ------------------- | ------------ | ------------ | ------------- | ------------- | --------------------- | --------------------- | ------- | --------- | ------- | --------- |
| Shimizu S-Pulse     | 2013                | 20           | 0            | 5             | 0             | 2                     | 0                     | -       | -         | 27      | 0         |
| Shimizu S-Pulse     | 2014                | 29           | 0            | 5             | 0             | 4                     | 0                     | -       | -         | 38      | 0         |
| Shimizu S-Pulse     | 2015                | 10           | 0            | 2             | 0             | 1                     | 0                     | -       | -         | 13      | 0         |
| Kashima Antlers     | 2016                | 0            | 0            | 0             | 0             | 3                     | 0                     | -       | -         | 3       | 0         |
| Tổng cộng sự nghiệp | Tổng cộng sự nghiệp | 59           | 0            | 12            | 0             | 10                    | 0                     | -       | -         | 81      | 0         |